# 중산천 (울산)
중산천(中山川)은 울산광역시 북구 중산동에서 발원하여 서류하다가 동천강의 지류인 갓안앞천으로 흘러드는 강이다.